# 印第安纳州议会大厦
印第安纳州议会大楼（英語：Indiana Statehouse）位于美国印第安纳州，楼里的政府机构包括州议会、州政府、最高法院等。大楼位于印第安纳波利斯西华盛顿路200号，建造于1888年，是州政府的第五座大楼。

## 建筑结构
19世纪中期，随着印第安纳州人口的快速增长，州政府机构也变得庞大起来，原来的议会大楼变得拥挤。1865年，必须建造一座州办公大楼来容纳扩大的州政府，法院和其他机构搬入一座新的建筑。原来的议会大楼已经破旧不堪，最终于1877年废弃。州长詹姆斯·威廉姆斯提议建造如今的议会大楼。1878年，州议会通过了提案。当第三座议会大楼夷为平地后，新的大楼在原址上建造起来。整个大楼的预算为200万美元，于1888年落成。威廉姆斯以节俭而著称，工程只花费了180万美元，剩余的20万美元则归还到公共基金。
理事会规划并监管了工程，其成员包括前南北战争将军和土木工程师托马斯·莫里斯。建筑由印第安納波利斯设计师埃德温·梅（Edwin May）设计，为了不重蹈以前议会大楼的覆辙，立法机构命令新的大楼的地基必须坚固，这样可以使用几十年。建造工程于1880年开始，9月28日奠基。埃德温·梅于同年2月逝世，阿道夫·谢勒（Adolph Sherrer）监督了整个工程的建设。内部为意大利文艺复兴风格，但尽量使用当地的原材料。门采用印第安纳州的橡木，印第安纳石灰石被用于整个建筑中。中央圆顶于1883年完工。虽然当时印第安纳州还没有输电系统，电线已经铺设在大楼中。1887年，新的大楼基本落成，第一个机构开始入驻。整个建造工程花费了8年，并于1888年10月全部竣工。大楼的尖塔达到78米，是当时州内第二高建筑。

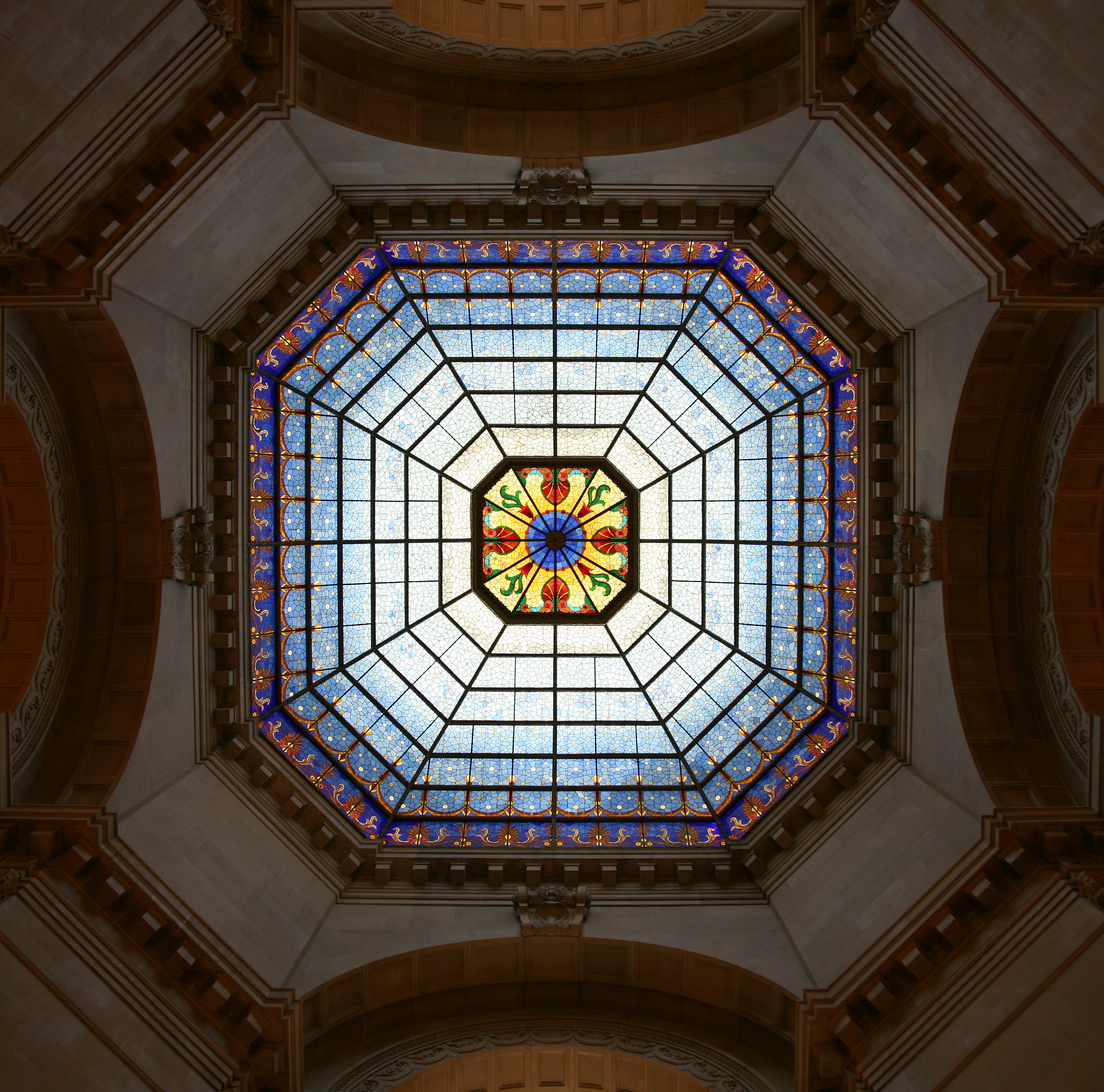
美国印第安纳州议会大楼屋顶

大楼设计成十字形。中央是一个圆形大厅，屋顶是花窗，大厅和楼的四翼相连。建筑共有4层，第一层是政府执行机构。众议院办公室位于第二层东侧。参议院办公室则于第二层西侧。最高法院位于第二层北侧。拥有7万册藏书的最高法院图书馆位于第三层。第三层还有政府机构、参议院和法院的办公地点。第四层为其他的执行机构和出场室。建筑原计划容纳州所有政府机构，当时也达到了这个目的，直到几十年后，机构再次庞大到建筑容纳不下，大部分政府机构逐渐搬出大楼。

## 脚注
1. ↑  . National Register of Historic Places. National Park Service. 2006-03-15.
2. ↑  Gray，第181页
3. ↑  Gray，第184页。
4. 1 2  Indiana Historical Bureau. . IN.gov.   [2008-06-01]. （原始内容存档于2008-06-19）.
5. ↑  Statehouse Guidebook, 第16页。
6. ↑  Statehouse Guidebook，第9-10页。
7. ↑  Statehouse Guidebook，第11-12页。